# Danilinho
Danilo Verón Bairros, mais conhecido como Danilinho (Ponta Porã, 11 de março de 1987), é um futebolista brasileiro que atua como meia. Atualmente joga no Dourados-MS.

## Carreira
Foi revelado nas categorias de base do América de São José do Rio Preto. Tem como características a velocidade, o drible, a precisão do chute e o passe.

### Schalke 04
Em 2003, foi para a Europa, jogar no clube alemão Schalke 04 aos 16 anos mas, pela pouca idade e dificuldade na adaptação, não obteve sucesso. 

### Início
Em 2004, voltou para o futebol brasileiro, quando teve passagens discretas pelo Mirassol, Santos e Atlético Mineiro novamente. 

### Atlético Mineiro
Foi negociado com o Atlético Mineiro em 2006 para a disputa da Série B do Campeonato Brasileiro, onde atuou muito bem e pode suas características, pois é um jogador veloz, dribles rápidos, com belos gols, assistências e boa precisão no chute e foi eleito um dos melhores jogadores da competição, ajudando o clube a voltar a série A.
No Campeonato Mineiro de 2007, Danilinho, foi um dos principais jogadores do time, formando dupla de ataque com Éder Luís.  
Durante os anos de 2006 e 2007 Danilinho, juntamente com Diego, Lima, Marcinho, Marinho, Éder Luís, foram alguns dos grandes responsáveis pela recuperação do bom futebol e do prestígio que o Galo não tinha desde o vice-campeonato brasileiro de 99.
Após um bom Campeonato Brasileiro de 2007 onde ajudou o Atlético Mineiro a ficar invicto durante as dez rodadas finais, e terminando em 7º lugar ajudando o time recém chegado da série B a se classificar para a Copa Sul-americana, sendo o artilheiro da equipe no brasileirão e, novamente, sendo o maior destaque do Galo no ano e um dos destaques do Brasileirão. Pouco tempo depois, Danilinho teve uma pequena lesão na coxa, ficando afastado dos campos por algumas partidas. Depois de sua recuperação, o jogador foi apontado por muitos, como o sucessor do grande ídolo e um dos maiores artilheiros da história do Galo, Marques.
Em 110 partidas disputadas pelo Galo, foram 30 gols.

### Seleção Brasileira Sub-20
Danilinho disputou o Campeonato Sul-americano sub-20 de 2007, com gols e assistências ele foi campeão e um dos principais jogadores da equipe na conquista do titúlo.

### Naturalização Mexicana
O México costuma naturalizar jogadores para atuar em sua seleção, Danilinho um dos melhores jogadores do atual Futebol Mexicano confirmou já ter sido sondado sobre a possibilidade, e descartou por enquanto a naturalização e uma possível participação na Copa do Mundo de 2014 pela seleção Mexicana.
Mas ele disse que ainda sonha com a amarelinha.

### Jaguares e Tigres
Após levar o Jaguares para a Libertadores, Danilinho não estava satisfeito no clube. O clube mexicano já disse que iria negociá-lo. Segundo o Terra, Cuca, técnico do Atlético Mineiro, pediu a contratação do jogador. Alexandre Kalil, presidente do alvinegro, disse que o jogador não havia sido oferecido ao Galo e que ele não havia entrado em contato com o Jaguares, mas que a notícia agradava, apesar do Atlético estar bem servido no meio de campo. O grande obstáculo para repatriar Danilinho seria o alto valor da negociação, mas investidores ajudariam na compra dos direitos. Após uma semana de espera da torcida atleticana, a notícia de que Danilinho havia se transferido para o Tigres de la UANL veio como uma bomba. A diretoria do Jaguares confirmou a venda para a equipe do Tigres. Ela disse que conversou com o jogador, que está de férias no Brasil, e só falta ele fazer exames para assinar contrato.
Em 2011, após ser considerado o melhor jogador do Campeonato Mexicano e campeão com o Tigres, Danilinho ainda não havia esquecido o seu clube do coração, o Galo Mineiro. Em entrevista à Rádio Itatiaia, declarou sua vontade de voltar.

### Retorno ao Atlético Mineiro
No dia 24 de dezembro de 2011, Danilinho acertou seu retorno ao futebol brasileiro. Por empréstimo de 1 ano, Danilinho fechou com o Atlético Mineiro, fazendo dessa sua segunda passagem pelo clube, no qual atuou anteriormente entre o período de 2006 a 2008, clube no qual se destacou jogando no país. O clube tinha a opção de comprar o passe do jogador em definitivo após o período, por um valor fixado em contrato.
E nessa passagem, Danilinho escreve seu nome na história do futebol brasileiro de forma inusitada, em jogo contra o Santos, válido pela 12ª rodada do Campeonato Brasileiro de 2012, o jogador marca o primeiro gol da partida, que acabou com a vitória de 2 X 0 para a equipe atleticana, e esse gol foi o de número 40.000 na história dos campeonatos brasileiros.

### Fluminense
Em julho de 2016, Danilinho assinou contrato com o Fluminense por empréstimo. Em uma temporada apagada, jogou em apenas 10 partidas e não marcou gols. Em 2017, logo após a pré-temporada, no final de janeiro, Danilinho sofreu uma lesão muscular na coxa direita. O que marca mas uma polêmica em sua carreira, agora no Fluminense, é a prisão pelo não pagamento da pensão alimentícia do Tricolor. Em março de 2017, Danilinho rescindiu o contrato com o Fluminense.

### Vitória-BA
Em julho de 2017, acertou com o EC Vitória.

### CRB
Foi anunciada sua volta ao futebol brasileiro em 21 de janeiro de 2019 para atuar pelo CRB. Fez a sua estreia pelo clube alagoano no dia 10 de fevereiro, contra o arquirrival, CSA.
Antes de iniciar a Série B, Danilinho teve seu contrato rescindido.

### Central
Após ter ficado sem atuar uma parte de 2019, acertou para 2020 com o Central, para disputar em 2020 o Campeonato Pernambucano e a Série D do Brasileirão.

### Athletic
No final de 2021, foi anunciado pelo Athletic para a disputa do Mineiro 2022. Em 22 de janeiro de 2022, o atleta foi desligado do clube, sem atuar.

### Dourados-MS
Em janeiro de 2023, acertou com o Dourados AC.

## Polêmicas
Em 2 de dezembro de 2016 foi intimado e detido por um oficial de justiça pelo não pagamento de pensão alimentícia no CT do Tricolor. Antes de chegar às Laranjeiras, o atleta já tinha se envolvido em outros problemas extracampo. Quando atuava pelo Tigres do México, foi acusado de estupro e ameaça de morte por uma mulher de 18 anos.
Esta não é a primeira vez que Danilinho tem problemas no México. Em dezembro de 2011, foi denunciado por agressão física por Priscila Jiménez, na época menor de idade, depois de uma briga pelo término do namoro.
Também teve problemas em sua breve passagem pelo Atlético Mineiro. Durou apenas oito meses, e ele deixou o clube após faltar duas vezes seguidas a um treino. Depois, o presidente da equipe, Alexandre Kalil, confirmou que a saída do jogador aconteceu por conta de questões disciplinares.

## Títulos
América-SP
- Campeonato Paulista Sub-15: 2000

Atlético Mineiro
- Campeonato Brasileiro Série B: 2006
- Campeonato Mineiro: 2007, 2012

Tigres UANL
- Torneo Apertura: 2011

Seleção Brasileira Sub-20
- Campeonato Sul-Americano Sub-20: 2007